# 雷諾茲嶺
75°40′S 129°19′W / 75.667°S 129.317°W
雷諾茲嶺（英語：Reynolds Ridge）是南極洲的山嶺，位於瑪麗伯德地，處於麥庫丁山脈西北面9公里，屬於麥庫丁山脈的一部分，長2.8公里，美國地質調查局根據測量和該國海軍的空中照片繪入地圖，現時由南極條約體系管理。